# Oksbøl Skyde- og Øvelsesterræn
Oksbøl Skyde- og Øvelsesterræn er et 6.500 ha stort militært øvelsesområde i Sydvestjylland i tilknytning til Oksbøllejren. Området er det største af sin art i Danmark og det eneste, der kan benyttes til større øvelser. Det består af et et skydeområde på Kallesmærsk Hede mellem Blåvand og Vejers samt et øvelsesområde nord herfor mellem Vejers og Kærgård. Fra nord til syd måler terrænet ca. 14 km, mens bredden varierer fra 1½-6 km. Området benyttes fortrinsvis af danske styrker men også af styrker fra andre lande som led i NATO-samarbejdet.
Til terrænet hører derudover nogle mindre områder i omegnen, der ikke er en del af det store sammenhængende område: Kløvbakke nord for Filsø, Vrøgum Skydebane i Vrøgum Klitplantage, depoterne Baun og Præstesølejren, filiallejren “Motel Oksen” i Oksbøl samt nogle strandengsområder ud mod Ho Bugt.
I omegnen af øvelsesterrænet ligger yderligere 8.000 ha klitplantager ejet af staten, der efter aftale med Oxbøl Statsskovdistrikt også benyttes til øvelsesformål.

## Historie
På skydeområdet skydes med skarpt, herunder med kampvogne og fra kampfly. Området blev taget i brug i 1929 samtidig med Oksbøllejren. Anledningen var, at hæren i 1920'erne havde anskaffet sig nyt feltskyts med en rækkevidde på op til 21 km, hvorfor man ikke længere kunne benytte eksisterende skydeterræner ved Jægersprislejren og Fuglsølejren nær Mols Bjerge.
Udover selve området, hvor Oksbøllejren blev etableret, opkøbte og lejede staten store dele af Kallesmærsk Hede, arealer nord og nordvest for Mosevrå Kirke samt arealer mellem Ål og Vrøgum Klitplantager, delvis ved ekspropriation. I 1932 udgjorde arealet i alt 2.600 ha. I løbet af 1930'erne blev det klart, at dette område ikke var stort nok, bl.a. pga. problemer ved overskydning af civilt område. Under 2. verdenskrig måtte man under pres fra den tyske besættelsesmagt udvide området. De første ekspropriationer fandt sted i 1941, og i løbet af krigen blev terrænet udvidet med 1.400 ha, primært den sydvestlige del af Kallesmærsk Hede samt områder vest for Ål og Vrøgum Klitplantager.
Fra omkring 1960 begyndte de militære enheder at bevæge sig med større fart. Midt i det eksisterende terræn lå landsbyerne Vejers og Grærup, hvilket skabte en “flaskehals” i øvelsesområdet, og behovet for et sammenhængende øvelsesterræn voksede. I 1967-69 erhvervede man derfor yderligere 2.183 ha ved ekspropriation, herunder 60 landbrugsejendomme, 116 sommerhuse, 147 sommerhusgrunde, 42 helårshuse og 47 delarealer. Undtaget fra ekspropriationen var områdets to kirker, Børsmose og Mosevrå. Ekspropriationen var en af danmarkshistoriens største og gav anledning til en del presseomtale. Den berørte 306 ejere og 29 brugere og beløb sig til 45 mio. kr. En del af de eksproprierede bygninger står endnu som “spøgelseshuse”. Vinduerne er blændet, og bygningerne vedligeholdes kun nødtørftigt. Derudover er der opført en række attraphuse i træ til brug ved øvelser. I 1995 blev den kunstige by Brikby anlagt nær Børsmose til brug ved militærøvelser i bykamp.
I 2001 blev området udvidet med 364 ha af Skov- og Naturstyrelsens arealer ved Oksby, Bordrup og Ål Klitplantager.
Nødvejen fra Vejers til Kærgård åbnede i foråret 1975. Vejen er normalt lukket for bilister, men kan bruges til at lede den civile trafik uden om øvelsesterrænet, når de normalt anvendte øst-vestgående veje til Vejers Strand, Grærup Strand og Børsmose er spærret pga. øvelse.
Onsdag den 8. marts 1978, blev to soldater dræbt under NATO-øvelsen “Brigade Frost 78” på Oksbøl Hede, da en Leopard kampvogn kørte henover dem, mens de lå og sov i deres soveposer.[kilde mangler]

## Natur
Hovedparten af området består af klit-, hede- og mosearealer, mens en mindre del – knap 500 ha – er skov. Området er landskabeligt set unikt og byder på rige muligheder for studier af landskabets udvikling, herunder sandflugtens og marskaflejringens historie.
Hedearealerne er yngleplads for en række sjældne hede- og hedemosefugle, bl.a. krikand, stor regnspove, hedelærke, hedehøg, tinksmed og stor tornskade.
Ca. en fjerdel af området er udpeget som meget følsomme områder, der så vidt muligt friholdes for øvelsesaktiviteter og ikke må benyttes på en måde, der forringer tilstanden. Dette omfatter en række fredede arealer samt en række søer med tilgrænsende moseområder. Søerne er af særlig botanisk interesse pga. den specielle plantevækst, bl.a. den sjældne Tvepibet Lobeli.
De fredede arealer omfatter:
- Havsande mellem Kallesmærsk Hede og Vesterhavet består som noget særligt af tre rækker høje kystklitter og udgør et af landets længste og bredeste sammenhængende klitlandskaber.
- Indsander på Kallesmærsk Hede.
- Grærup Langsø på 30 ha er et af de mest værdifulde lokaliteter i terrænet. Her forekommer flere truede plante- og fuglearter. Fredningen omfatter et 250 ha stort område vest for søen, herunder den såkaldte bronzealderkystskrænt mellem Grærup og Børsmose.
- Børsmose Hede henligger som den bedst bevarede og intakte hedeflade i øvelsesterrænet.
- Børsmose og Mosevrå Kirker med omgivelser.
- Udsigtspunktet Kløvbakke nord for Filsø er en del af den gamle kystskrænt.
- Mindelunden på Kallesmærsk Hede (Husbjerg Klit) ligger i hedens sydøstlige del. Her lå seks frihedskæmpere begravet, de blev dræbt af den tyske besættelsesmagt i december 1943. I 1952 blev der her rejst en mindesten over de døde. Stenen havde i 600 år prydet indgangen til Varde Kirke.

Derudover rummer terrænet et antal fredede fortidsminder:
- 8 fredede gravhøje.
- Et stort antal arkæologiske anlæg, overvejende bopladser, der ikke umiddelbart er synlige i terrænet.

## Adgang
Skyde- og øvelsesterrænet ligger nær Vestkysten og er omgivet af en række sommerhusområder, hvorfor en total afspærring af området ikke er mulig. I forbindelse med ekspropriationen i 1967-69 gav forsvarsministeren tilsagn om, at området skulle være åbent for offentligheden, når det ikke blev anvendt til øvelser, dog af sikkerhedsmæssige grunde ikke i det primære nedslagsområde på Kallesmærsk Hede, der er afspærret permanent. På grusvejen Kallesmærskvej, der forbinder Vejers og Blåvand, samt på stranden ud for heden er der adgang, når der ikke er skydninger. I 1991 var dette 100 dage om året. De øvrige områder afspærres helt eller delvist efter behov. I 1991 var området helt lukket ca. 2/3 af året, ofte i flere dage ad gangen. Afspærringen sker under hensyntagen til ferieperioder og weekender, hvor den offentlige interesse for adgang er størst.
Offentligheden informeres om adgangsperioder via informationstavler i området samt ved annoncering i lokalpressen. I perioder, hvor der er afspærret pga. skydning, hejses røde kugler på signalmaster på markante placeringer i området.